# Чинов, Владимир Иванович
Владимир Иванович Чинов (18 января 1940, Москва — 1994) — советский хоккеист, вратарь. Мастер спорта СССР.

## Биография
Играл за «Динамо» (Москва) (1957-69).
Третий призёр чемпионата мира и второй призёр чемпионата Европы 1961 года (7 матчей).
Второй призёр чемпионатов СССР 1959, 1960 и 1962—64, третий призёр 1958, 1966—69. В чемпионатах СССР — 239 матчей.
Финалист розыгрыша Кубка СССР 1966 и 1969.
Похоронен на Ваганьковском кладбище.